# Martinskirche (Metzingen)

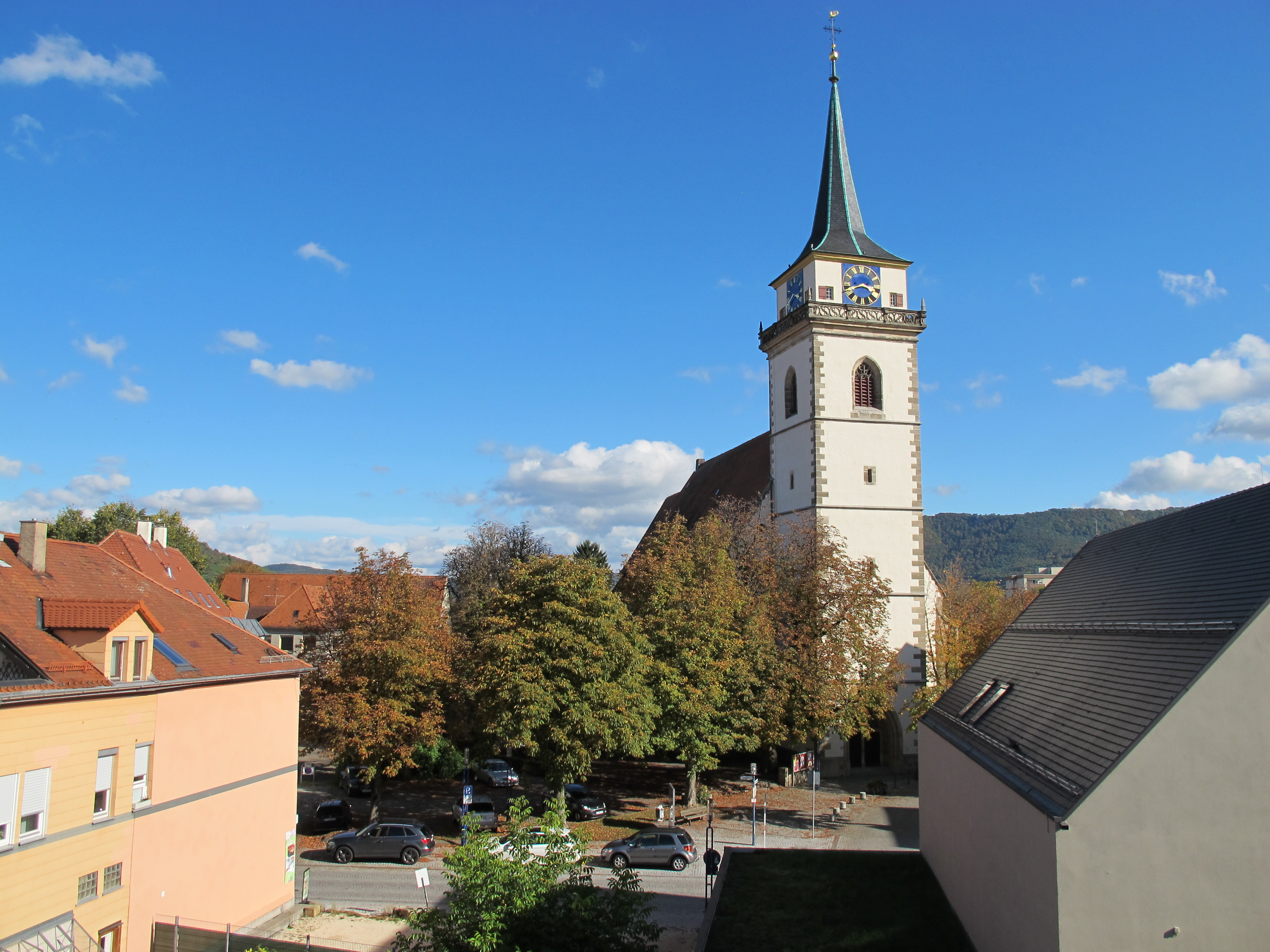
St. Martin in Metzingen

Die evangelische Pfarrkirche St. Martin steht in Metzingen, einer Stadt im Landkreis Reutlingen in Baden-Württemberg. Die heutige Metzinger Gesamtkirchengemeinde gehört zum Kirchenbezirk Bad Urach-Münsingen der Evangelischen Landeskirche in Württemberg. Das Bauwerk ist beim Landesamt für Denkmalpflege Baden-Württemberg als Baudenkmal eingetragen.

## Beschreibung

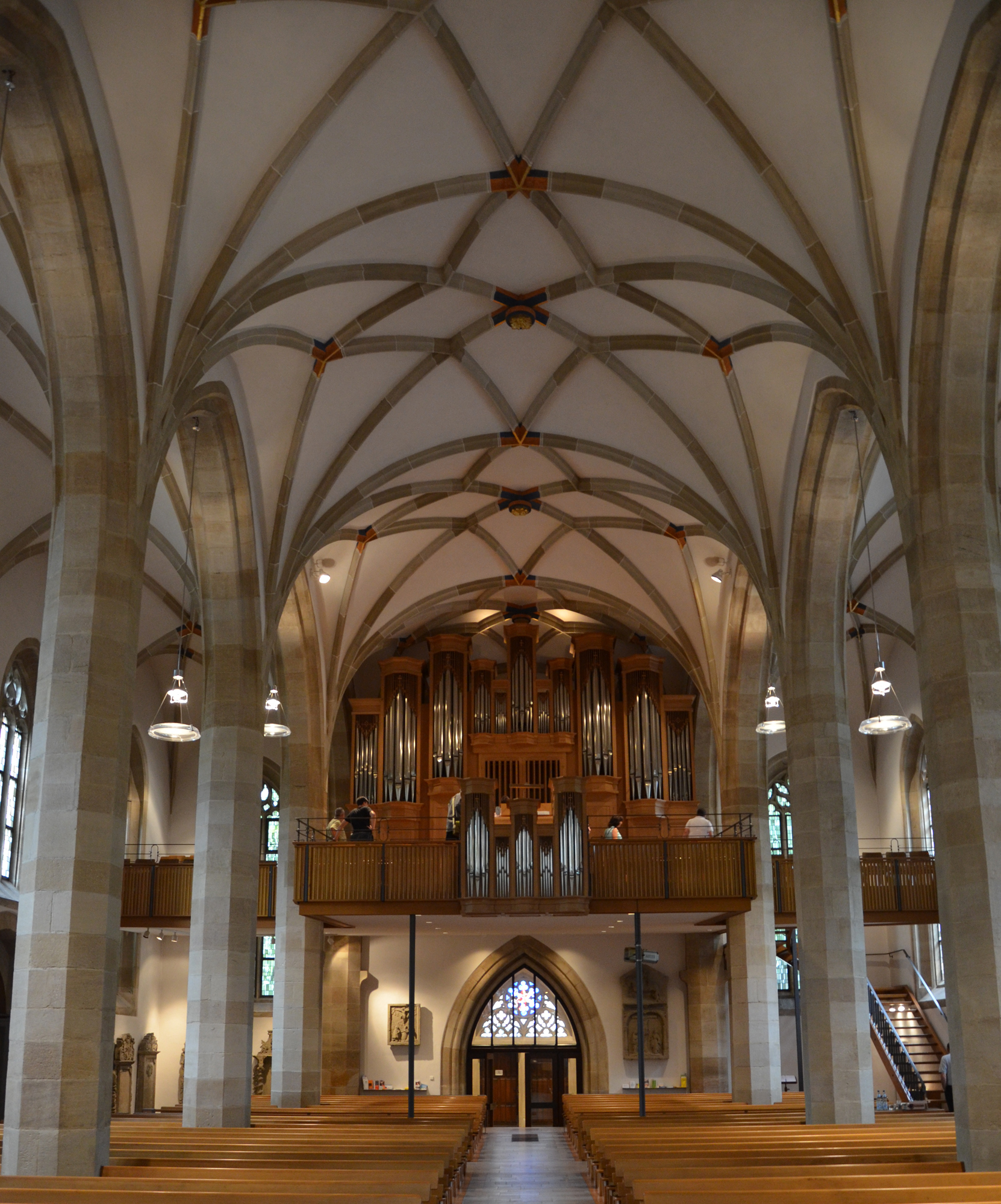
Blick zur Orgel

Die spätgotische Hallenkirche mit einem Langhaus zu fünf Jochen wurde um 1500 anstelle eines romanischen Vorgängerbaus erbaut. Sie besteht aus einem Mittelschiff und zwei Seitenschiffen, einem eingezogenen, dreiseitig geschlossenen Chor im Osten des Mittelschiffs und einem Kirchturm im Westen vor dem Mittelschiff.
Heinrich Schickhardt erhöhte den Turm 1613 auf 57 Meter. Oberbaurat Christian Friedrich von Leins wandte 1873 für die Einwölbung der Langhaus- und Seitenschiffe eine neuartige, von ihm zuvor bei der Einwölbung der Tübinger Stiftskirche erprobte Bautechnik an: weder ein unbezahlbarer Stein-Massivbau noch ein preiswertes Holzgewölbe, sondern ein Gewölbe mit Zementguss-Rippen und leichten Tuffstein-Gewölbefeldern. 
Der Reutlinger Architekt Manfred Wizgall behielt bei der umfassenden Renovierung und Neugestaltung 1962–1964 diese Einwölbung bei, entfernte aber sonst die neugotischen Einbauten, Seitenemporen und Ausstattung auch der Prinzipalien. 1981 folgte eine Außenrenovierung, 1993 die Renovierung des Chores und 2004 des Schiffs. 
Der Bildhauer Hermann Bach schuf 1883 das Luther-Steinrelief über der Sakristeitür, Jakob Brüllmann 1938 den hölzernen Altarkruzifixus. Die Chor- und Sakristeifenster von Rudolf Yelin d. J. von 1946 wurden 1953 ersetzt durch die Chorfenster (Stiftungen) des Reutlinger Kunsterziehers am Isolde-Kurz-Gymnasium, Adolf Huber (1910 bis nach 1992) mit den Motiven Geburt, Passion und Auferstehung Christi. Die Farbverglasung des Maßwerks im Westportal-Tympanon mit der Mantelteilung des Kirchenpatrons schuf 1964 Adolf Valentin Saile, und die Kanzel-Holzreliefs (Fußwaschung, Blindenheilung, ungläubiger Thomas, Emmausjünger) schnitzte Karl Hemmeter. Die Orgel wurde 1979 vom Orgelbau Friedrich Weigle errichtet. Die erste Orgel ist 1700 nachgewiesen.